# Time Does Not Heal
Time Does Not Heal (с англ. — «Время не лечит») — четвёртый и последний студийный альбом американской трэш-метал-группы Dark Angel, выпущенный 19 февраля 1991 года на лейбле Combat Records. Коллектив распался спустя год после релиза.

## Список композиций
| №                   | Название                     | Текст песни               | Музыка               | Перевод названия              | Длительность |
| ------------------- | ---------------------------- | ------------------------- | -------------------- | ----------------------------- | ------------ |
| 1.                  | «Time Does Not Heal»         | Джин Хоглан, Рон Райнхарт | Брэт Эриксон, Хоглан | «Время не лечит»              | 6:39         |
| 2.                  | «Pain's Invention, Madness»  | Хоглан                    | Эриксон, Хоглан      | «Изобретение боли, безумие»   | 7:44         |
| 3.                  | «Act of Contrition»          | Хоглан                    | Эриксон              | «Акт покаяния»                | 6:10         |
| 4.                  | «The New Priesthood»         | Хоглан                    | Хоглан, Эриксон      | «Новое духовенство»           | 7:15         |
| 5.                  | «Psychosexuality»            | Хоглан                    | Хоглан, Эриксон      | «Психосексуальность»          | 8:55         |
| 6.                  | «An Ancient Inherited Shame» | Хоглан, Райнхарт          | Хоглан               | «Древний унаследованный стыд» | 9:16         |
| 7.                  | «Trauma and Catharsis»       | Хоглан, Райнхарт          | Хоглан               | «Травма и катарсис»           | 8:20         |
| 8.                  | «Sensory Deprivation»        | Хоглан                    | Хоглан, Эриксон      | «Сенсорная депривация»        | 7:35         |
| 9.                  | «A Subtle Induction»         | Хоглан, Райнхарт          | Эриксон, Хоглан      | «Нежное введение»             | 5:11         |
| Общая длительность: | Общая длительность:          | Общая длительность:       | Общая длительность:  | Общая длительность:           | 67:08        |

| №                   | Название                                                    | Длительность |
| ------------------- | ----------------------------------------------------------- | ------------ |
| 10.                 | «The Promise of Agony» (концертная запись)                  | 8:54         |
| 11.                 | «I Don't Care About You» (концертная запись, кавер на Fear) | 3:19         |
| Общая длительность: | Общая длительность:                                         | 79:15        |

## Участники записи
| Dark Angel - Рон Райнхарт — вокал, вокальные аранжировки - Брэт Эриксон — гитара - Эрик Мейер — гитара - Майк Гонсалез — бас-гитара - Джин Хоглан — ударные, ритм-гитара, вокальные аранжировки | Технический персонал - Терри Дэйт — продюсирование, звукорежиссура, сведение - Скотт Гивенс — исполнительный продюсер - Хоуи Вайнберг — мастеринг - Крейг Непп — помощник звукорежиссёра - Грег Браун — помощник звукорежиссёра - Чип Симонс — обложка |